# Notarius armbrusteri
Notarius armbrusteri är en fiskart som beskrevs av Betancur-r. och Acero P. 2006. Notarius armbrusteri ingår i släktet Notarius och familjen Ariidae. IUCN kategoriserar arten globalt som otillräckligt studerad. Inga underarter finns listade i Catalogue of Life.